# Ruscus hypoglossum
Ruscus hypoglossum är en sparrisväxtart som beskrevs av Carl von Linné. Ruscus hypoglossum ingår i släktet Ruscus och familjen sparrisväxter. Inga underarter finns listade i Catalogue of Life.

## Bildgalleri

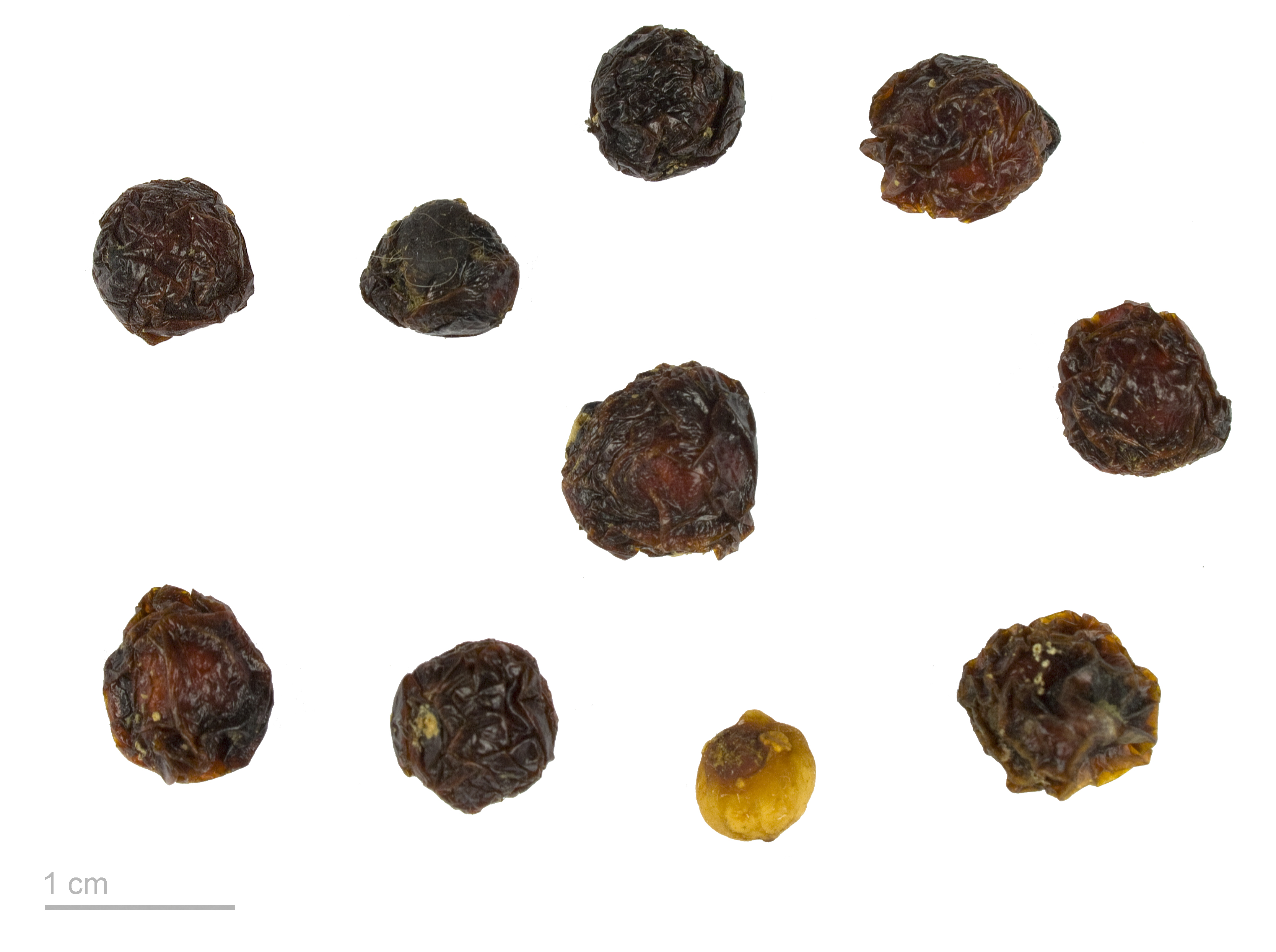
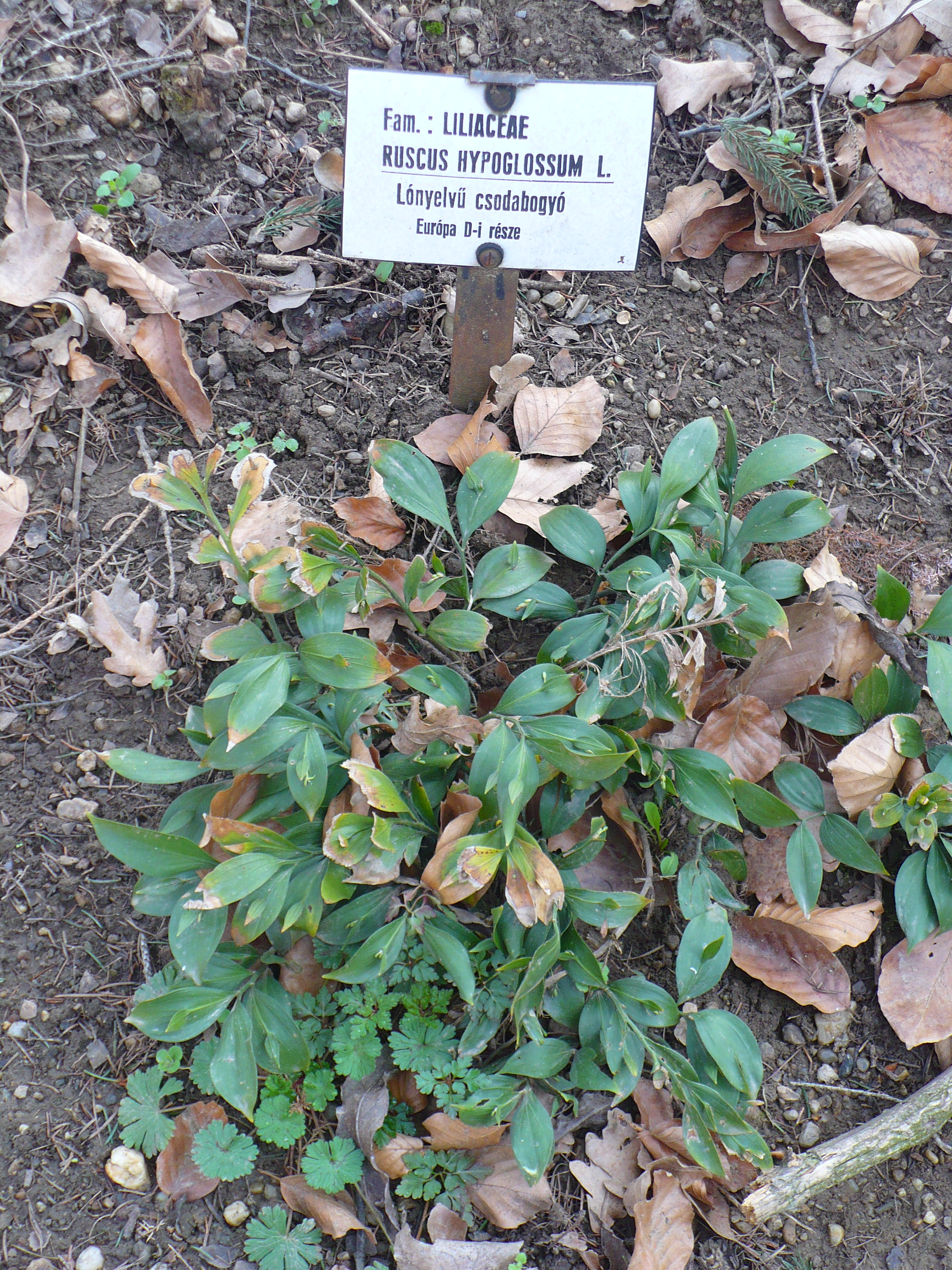
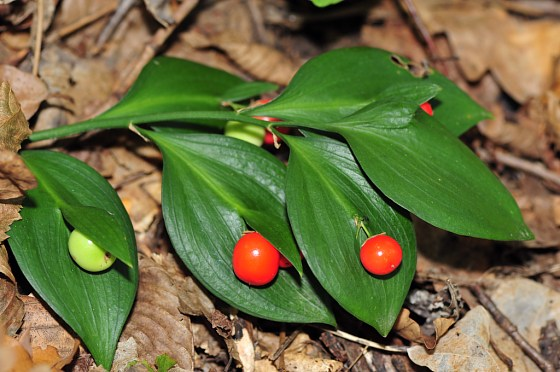
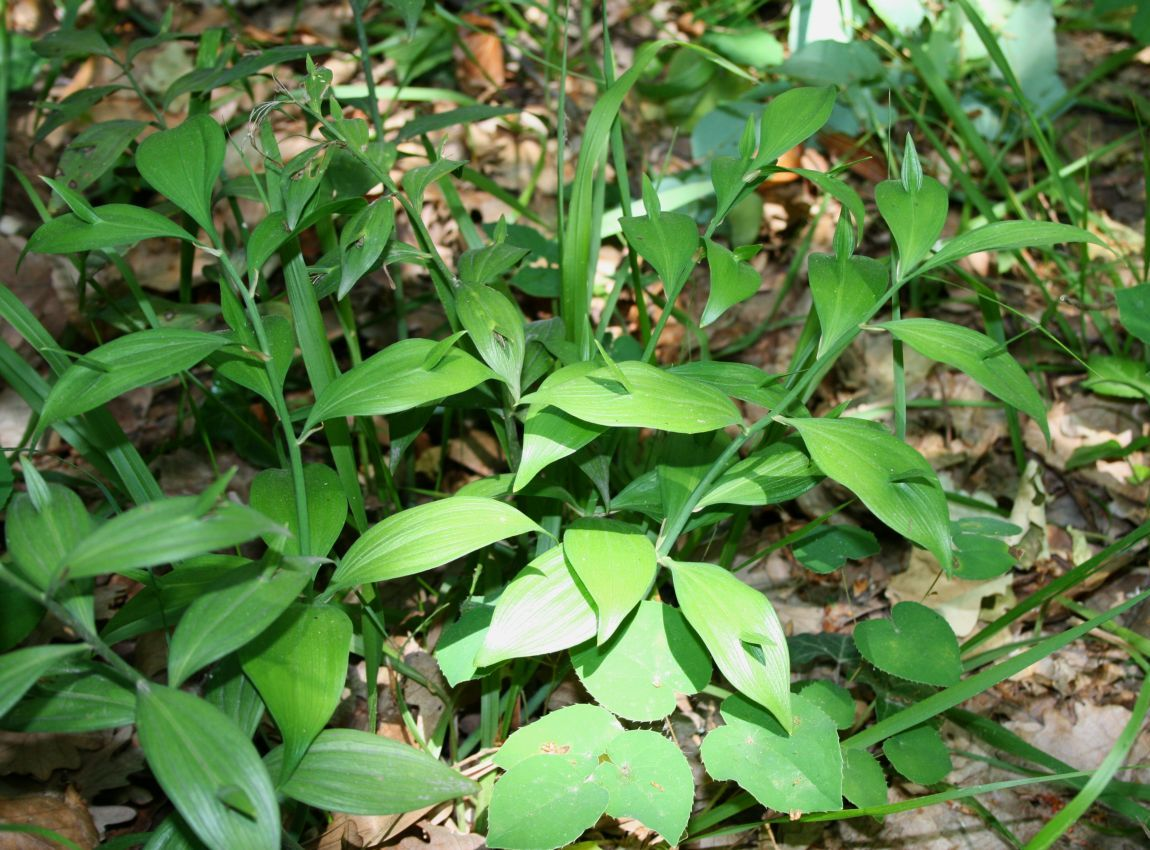
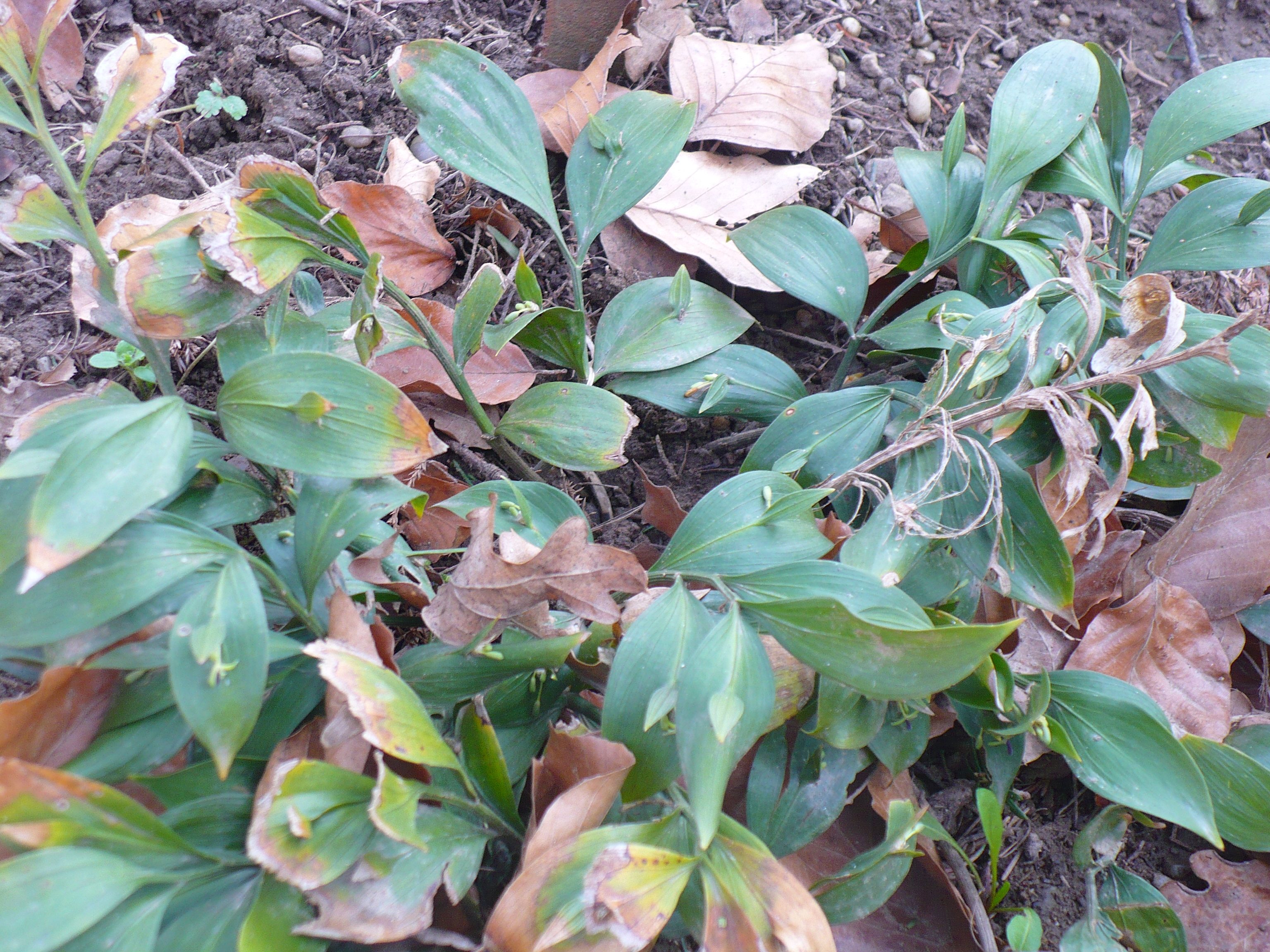
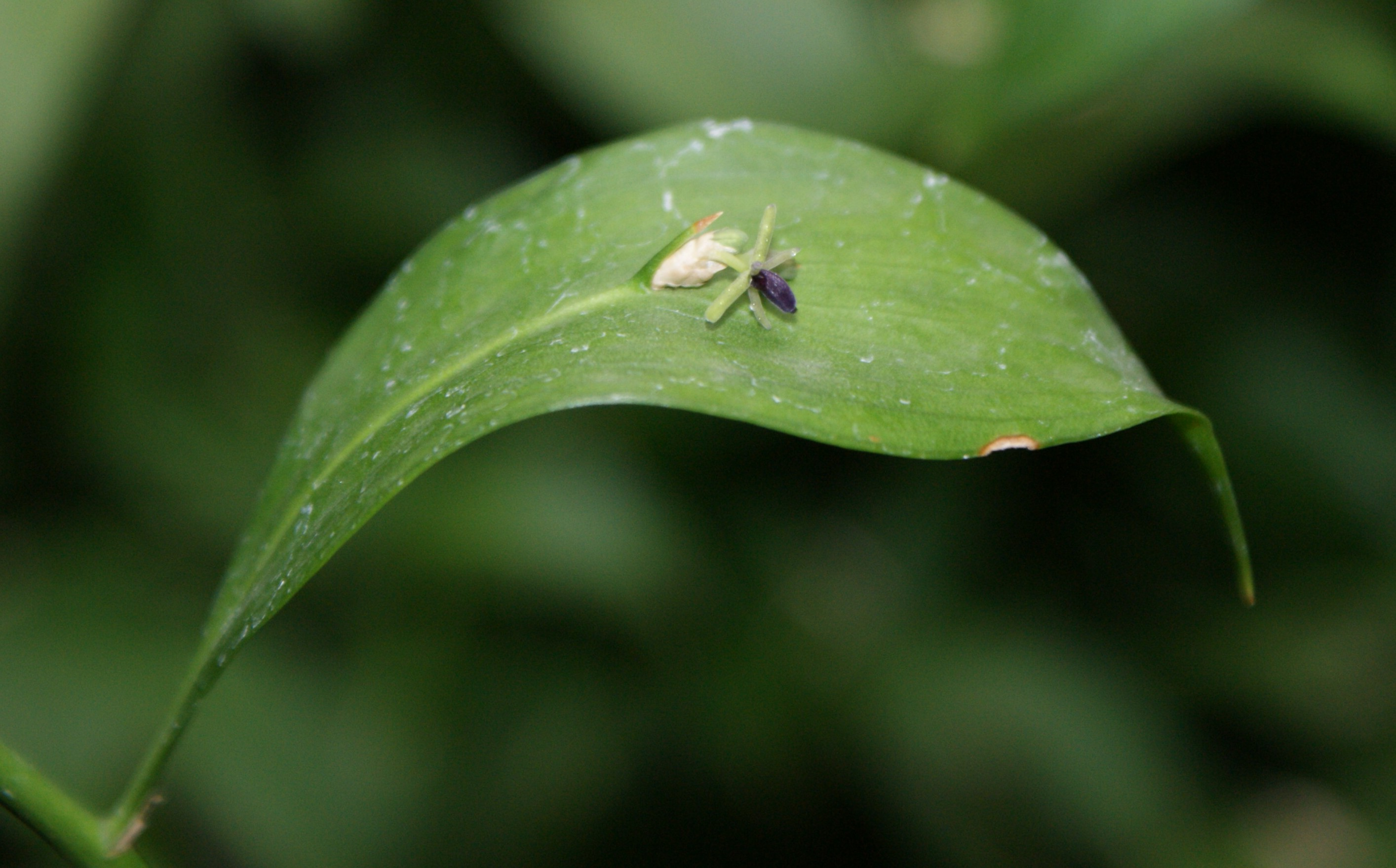